# Gastfamilie
Eine Gastfamilie ist eine Familie, die einen meist ortsfremden Menschen freiwillig für einen bestimmten Zeitraum im Rahmen einer Veranstaltung aufnimmt. Solche sind meist ein Schüleraustausch, Auslandsstudium oder einer Großveranstaltung, wie der Weltjugendtag. Kostenpflichtige Aufenthalte bei Gastfamilien werden als Homestay bezeichnet.
Weiterhin werden im Rahmen der Flüchtlingshilfe auch viele, zumeist jugendliche Migranten in Gastfamilien untergebracht.

## Vergütung und Gründe
In der Regel ist es unentgeltlich, eine Gastfamilie zu sein. Teilweise (z. B in Ländern mit hohen Lebenshaltungskosten) wird den Gastfamilien auch ein Zuschuss als Entschädigung bezahlt, der jedoch die Auslagen meist nicht deckt.
Familien stellen sich als Gastfamilie zur Verfügung, um zum Beispiel Personen aus anderen Kulturen und Sprachräumen kennenzulernen, ihren Kindern den langersehnten Geschwisterwunsch (auf Zeit) zu erfüllen oder aus humanitären Erwägungen, so in Zusammenhang mit der Schweizer Spende.